# Raoellidae
I raoellidi (Raoellidae) sono un gruppo di mammiferi artiodattili estinti, probabilmente vicini all'origine dei cetacei. Vissero nell'Eocene inferiore-medio (circa 48 - 40 milioni di anni fa) e i loro resti fossili sono stati ritrovati in Asia.

## Descrizione
La maggior parte dei raoellidi è nota solo per resti della dentatura. Sia i molari inferiori che quelli superiori avevano quattro cuspidi principali (i superiori possedevano un ipocono, quelli inferiori erano sprovvisti di paraconide) ed erano leggermente bilofodonti o bunolofodonti. Le corone dei denti erano larghe e dotate di creste di smalto, a volte molto intricate. Lo scheletro postcranico è ben noto grazie ai fossili di Indohyus: i raoellidi dovevano essere animali della taglia di un procione, con lunghe code muscolose e arti molto allungati e digitigradi. La testa era dotata di un muso allungato. La caratteristica cranica più notevole era la presenza di una piccola flangia ispessita nell'orecchio medio. Questa flangia, nota come involucrum, era conosciuta in precedenza solo nei cetacei.

## Classificazione
La famiglia Raoellidae venne istituita nel 1981 da Sahni e colleghi per includere alcuni artiodattili arcaici, precedentemente inclusi nella famiglia Helohyidae. Molti membri di questo gruppo provengono da terreni dell'Eocene inferiore-medio del Pakistan e dell'India, ma sono stati ritrovati resti anche in Cina. 
I raoellidi sono considerati membri arcaici degli artiodattili molto vicini all'origine dei cetacei. Insieme a questi ultimi, i raoellidi e altri artiodattili (come gli ippopotamidi) farebbero parte del clade Whippomorpha. Tra i generi di raoellidi si ricordano il già citato Indohyus, l'eponimo Raoella, Khirtharia, Kunmunella e Metkatius.

## Paleoecologia
Analisi dello scheletro di Indohyus indicano che questo animale digitigrado era almeno parzialmente acquatico e passava molto tempo in acqua, ma probabilmente si nutriva sulla terraferma. Sembra che lo stile di vita dei raoellidi fosse un passaggio intermedio nella transizione verso l'ambiente acquatico, successivamente completata dai cetacei.